# Guerra entre los Comanches y México
La guerra entre los comanches y México, se refiere a una serie de conflictos librados desde 1821 hasta 1848 que consistieron en redadas o incursiones a gran escala en el norte de México realizadas por los comanches y sus aliados los kiowas y que dejó miles de muertos. En el momento en el que el ejército estadounidense invadió el norte de México en 1846, durante la Intervención estadounidense en México, la región se encontraba devastada.

## Antecedentes
Se considera a los comanches como «la nación salvaje más poderosa de América del Norte». Tal poder fue ampliamente demostrado cuando el recién independizado México y los Estados Unidos disputaron el territorio de Texas y gran parte del antiguo Norte de México, actual Suroeste de Estados Unidos.
Los comanches se consideraban propietarios de un territorio, de unos 1300 km por 1050 km, que se extendía desde el río Arkansas (antigua frontera entre México y Estados Unidos, en el actual Colorado) hasta cerca del río Bravo en el desaparecido estado Mexicano de Coahuila y Texas. En los primeros años de siglo XIX, más de 10 000 comanches compartían ese territorio, conocido como la Comanchería, con 2000 kiowas y apaches de las Llanuras. Ellos a veces concedieron derechos de caza a otras tribus, como a los huichitas.
Los comanches llamaron la atención de los novohispanos en Nuevo México desde 1706 y fueron una amenaza grave hasta que se concluyó un tratado de paz con ellos en 1786. Los comanches mantuvieron una paz incomoda con los asentamientos en Texas. Los novohispanos los utilizaron como aliados contra los apaches, y por ese motivo perdonaron sus frecuentes ataques, negociaron con ellos el intercambio de artículos manufacturados con maíz para los caballos, la entrega de carne de búfalo, la liberación de cautivos y les obsequiaban con regalos. La relación de beneficio mutuo entre novohispanos y comanches comenzó a deshacerse en 1821 cuando el Imperio Mexicano consumó su independencia de España. El nuevo Estado que extraía recursos de regiones que habían soportado una guerra de 11 años, no tenía recursos para seguir pagando tributo a los comanches. México desde su inicio se vio envuelto en disputas políticas internas y no prestó atención a los problemas en su frontera norte.

Extensión de la Comanchería, zonas de control e incursiones comanches entre las décadas de 1770 y 1850.

Los comanches, por su parte, entre los años 1820 y 1830 estuvieron bajo intensa presión de sus competidores. Los osage fueron enemigos formidables. La expulsión por los EE. UU. y la migración al oeste de Oklahoma de las Cinco Tribus Civilizadas, los shawnee, y los delaware, los llevó a competir con los comanches en las Grandes Llanuras. Los comanches perdieron varias batallas contra los osage y las tribus del este, quienes generalmente estaban mejor armadas. Por otra parte, el número de comanches fue disminuyendo debido a las epidemias de enfermedades europeas. 
Los comanches accedieron a la paz con los mexicanos para poder dedicarse a luchar contra las otras tribus indígenas y los estadounidenses que a través del Camino de Santa Fe, depredaban los búfalos de la Comanchería. En varias ocasiones durante la década de 1820, los comanches trataron de obtener asistencia militar mexicana para repeler a los invasores indígenas de sus tierras, pero sus solicitudes fueron negadas.
La negativa mexicana debilito el compromiso de paz con los comanches, que la vieron como una traición, ya que estos en el pasado, habían ayudado con frecuencia a los mexicanos a luchar contra sus enemigos mutuos, los apaches. Sin embargo, como incentivo a las relaciones pacíficas, los gobiernos estatales y territoriales mexicanos se apresuraron a reforzar los lazos comerciales con los comanches a principios de los años 1830.
Un factor importante que alentó las incursiones comanches en los ranchos mexicanos fue la insaciable demanda de caballos y mulas por parte de los estadounidenses que comenzaron a asentarse en las tierras al oeste del río Misisipí. Otro factor era que con el dinero fácil obtenido de los resultados de estas incursiones los jóvenes ambiciosos podrían mejorar su situación económica y se permitirían comprar una esposa comanche u obtener una de entre los cautivos. Las incursiones comanches a lo largo del río Bravo aumentaron en 1831 y aún más después.
El gobierno mexicano acusó a los EE. UU. de alentar las incursiones comanches ya que los ciudadanos estadounidenses intercambiaban muy a menudo con los comanches armas por caballos. En 1826, un funcionario mexicano hizo un llamamiento a los EE. UU. para que detuviera a sus «comerciantes de sangre que ponen instrumentos de muerte en manos de los bárbaros». En 1835, el estado de Chihuahua, asolado por los apaches, así como por las incursiones comanches, ofreció una recompensa de $100 pesos por cada cuero cabelludo de un indio hostil. Estadounidenses e indígenas, principalmente los delaware y los shawnee, mataron a muchos apaches e indígenas pacíficos en los años siguientes, pero al parecer pocos comanches

## Diplomacia comanche

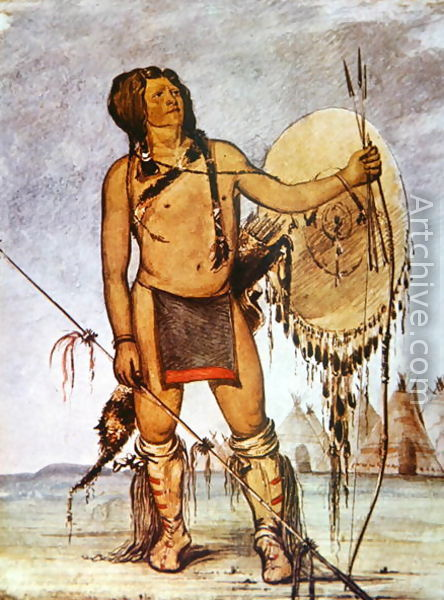
Guerrero comanche por George Catlin, 1835.

Durante la década de 1830, los comanches resolvieron la mayoría de los problemas que enfrentaron con una diplomacia hábil. Su estrategia era flexible. Con Nuevo México mantuvieron relaciones amistosas de comercio y esto fue para Nuevo México una ventaja, ya que evitaron la guerra con los Comanches.
En 1841, Manuel Armijo, gobernador del territorio de Nuevo México (en aquel entonces Departamento), recibió la orden del gobierno central de México de unirse a una campaña militar contra los comanches. Armijo se negó diciendo: «Declarar la guerra a los comanches traería ruina completa al Departamento de Nuevo México». En 1844, los comanches atacaron el Departamento de Chihuahua, y cuando los funcionarios neomexicanos se enteraron no hicieron nada para ayudar a Chihuahua.
Con su flanco occidental asegurado por un amistoso Nuevo México, los comanches se dedicaron a atacar a sus rivales en sus fronteras norte, sur y este. En 1835, se reunieron con una delegación conformada por soldados de EE. UU. e indígenas del este provenientes de las montañas Wichita en el actual Oklahoma que terminó con un acuerdo de paz. El acuerdo permitió a los estadounidenses e indígenas del este cazar en la Comanchería a cambio de que ellos no impidieran a los comanches y sus aliados hacerle la guerra a México. Con su flanco oriental garantizado por el tratado, los comanches celebraron un acuerdo de paz en 1840 con los cheyennes y los arapaho en el norte. El acuerdo les permitió residir y cazar búfalos y caballos en las tierras comanches y, además, los comanches les regalaron a cada hombre cheyenne y arapaho hasta seis caballos. Los comanches permitieron a estas dos tribus vivir en su territorio como reconocimiento a que eran rivales formidables y también porque debido a su constante guerra con México tenían cada vez menos hombres y recursos para mantener el control sobre la Comanchería.
En 1824, para un mejor control de la región fronteriza escasamente poblada, el gobierno federal mexicano aprobó la Ley General de Colonización para permitir la inmigración legal a Coahuila y Texas. El 24 de marzo de 1825, el estado de Coahuila y Texas autorizó un sistema de concesión de tierras a empresarios, que reclutarían colonos para después traerlos a las tierras que les fueron concesionadas. El sur y sureste de la Comanchería tuvo un rápido crecimiento de población angloparlante y desde las décadas de 1820 y 1830, las incursiones comanches estuvieron situadas mayormente en esa área, afectando a la población alrededor de San Antonio, Laredo y La Bahía. Después de que Texas se separara de México en 1836, Sam Houston, fue informado sobre la situación con indígenas y como presidente favoreció una política de apaciguamiento con los comanches. Sin embargo, las incursiones comanches continuaron y esto, llevó a la elección en 1838 de Mirabeau B. Lamar, que estaba a favor de medidas más agresivas contra los comanches. El 19 de marzo de 1840, 35 jefes comanches fueron masacrados al asistir a una conferencia de paz en San Antonio, esto desató una serie de sangrientas represalias contra la población texana. Cientos de comanches descendieron desde el norte y destruyeron la ciudad de Victoria y la de Linnville en el Condado de Calhoun. Este episodio es conocido como la Gran Incursión de 1840 (del inglés: The Great Raid of 1840). Texas pronto contraataco y después de la batalla de Plum Creek y una intensa campaña militar, los texanos y los comanches acordaron un tratado de paz con el cual Texas reconocía el territorio de la Comanchería.
Los acuerdos de paz con los Estados Unidos, las tribus vecinas y la pausa en la lucha contra Texas, dejaron a los comanches libres para hacer la guerra sin límites a los estados de México al sur del río Bravo. Aunque México tenía los medios para atacar a los comanches, era incapaz de hacerlo debido a las largas distancias a recorrer y el hecho de que, después de 1836, las expediciones militares mexicanas tendrían forzadamente que atravesar Texas, un territorio hostil a México. Por lo tanto, las incursiones a México aumentaron sangrienta y destructivamente.

## Incursiones en la década de 1840
Antes de 1840, las incursiones comanches en México solamente habían llegado a una corta distancia al sur del río Bravo y tuvieron como resultado por lo general algunas cuantas muertes y el robo de unos pocos de miles de animales. Sin embargo, a partir de 1840 los ataques se volvieron más fuertes, y penetraron más al centro del territorio mexicano. En septiembre de 1840 seis ejércitos comanches de entre doscientos y ochocientos guerreros invadieron el norte de México; el episodio fue conocido como la Primera Gran Incursión Comanche, y no concluyó hasta marzo de 1841. Los ataques de los comanches incluso alcanzaron los estados de San Luis Potosí y Zacatecas, 400 millas al sur del actual Parque nacional Big Bend, dejando un saldo de 472 mexicanos muertos y más de 100 tomados como prisioneros. Fue tal la riqueza obtenida por los comanches en este último ataque, que la intensidad de los mismos se redujo considerablemente en los siguientes tres años, pero se reanudaron nuevamente entre 1844 y 1848.
Durante los inviernos, algunos comanches con sus familias solían reunirse en el actual Big Spring, atravesar el río Grande y reunirse en el Bolsón de Mapimi donde pasaban el invierno, el lugar les ofrecía buenos pastos, abundantes manantiales y suaves temperaturas de invierno. Desde el Bolsón, los comanches se dividían en grupos pequeños y grandes para incursionar en el área tropical de México, llegando tan lejos como hasta el sur de Jalisco y Querétaro. Sin embargo, en esas áreas más pobladas, muchas veces fueron sorprendidos por grandes contingentes de soldados mexicanos. En la primavera, los comanches llevaban de regreso todo lo capturado hasta la Comanchería para luego venderlo o intercambiarlo en lugares tan lejanos como Bent’s Fort en el actual Colorado.
Entre 1831 y 1848 se contabilizaron un total de 44 ataques comanches en México de más de 100 hombres cada uno. Las víctimas de esos ataques ascendieron a 2649 civiles muertos y 852 prisioneros, de los cuales 580 fueron regresados con vida al pagarse su rescate. El número de cabezas de ganado robadas ascendió a más de 100 000. Los comanches, por su parte, sufrieron fuertes bajas, 702 muertos y 32 fueron hechos prisioneros. El año más sangriento fue desde julio de 1845 hasta junio de 1846, cuando 652 civiles mexicanos y 48 Comanches fueron registrados como muertos.
Los comanches de esa época han considerados por historiadores estadounidenses como una tribu simple que careció de cualquier organización política coherente o autoridad; pero su éxito en la creación de un imperio virtual, diplomacia, y las incursiones altamente organizadas en México, contradicen esa opinión.

## Impacto sobre México
En 1846, la Legislatura de Chihuahua describió la situación en la que se encontraba el estado: «Viajamos en las carreteras... según sus caprichos (es decir, los Comanches y Apaches), cultivamos en la tierra que ellos quieren las cantidades que ellos quieren; usamos con moderación las pocas cosas que nos han dejado hasta el momento en que se les antoja venir a quitárnoslas». Las redadas comanche que cada vez se adentraban más al centro de México crearon el temor de que los comanche pronto podrían incluso ser vistos «en las calles de la Ciudad de México» ya que las redadas más cercanas habían sido a escasas 150 millas de la capital del país.
Josiah Gregg, comerciante, explorador y autor del libro Commerce of the Prairies dijo: «Todo México desde Nuevo México hasta las fronteras de Durango está casi totalmente despoblado. La mayoría de las haciendas y ranchos han sido abandonados, y los pobladores están confinados a los pueblos y ciudades».
Cuando las tropas estadounidenses invadieron el norte de México en 1846, encontraron un paisaje devastado y una población desmoralizada. Hubo poca resistencia hacia los estadounidenses. Algunos mexicanos y estadounidenses asentados en el norte de México incluso acogieron con beneplácito la invasión con la esperanza de que Estados Unidos fuera más exitoso combatiendo a los «bárbaros »de lo que habían sido las Fuerzas Armadas de México. Poco tiempo después comprobaron que no sería así, ya que incluso terminarían perdiendo sus tierras y sufrirían de violaciones a sus derechos civiles por parte del gobierno de los Estados Unidos.

## Tratado de Guadalupe Hidalgo y sus consecuencias

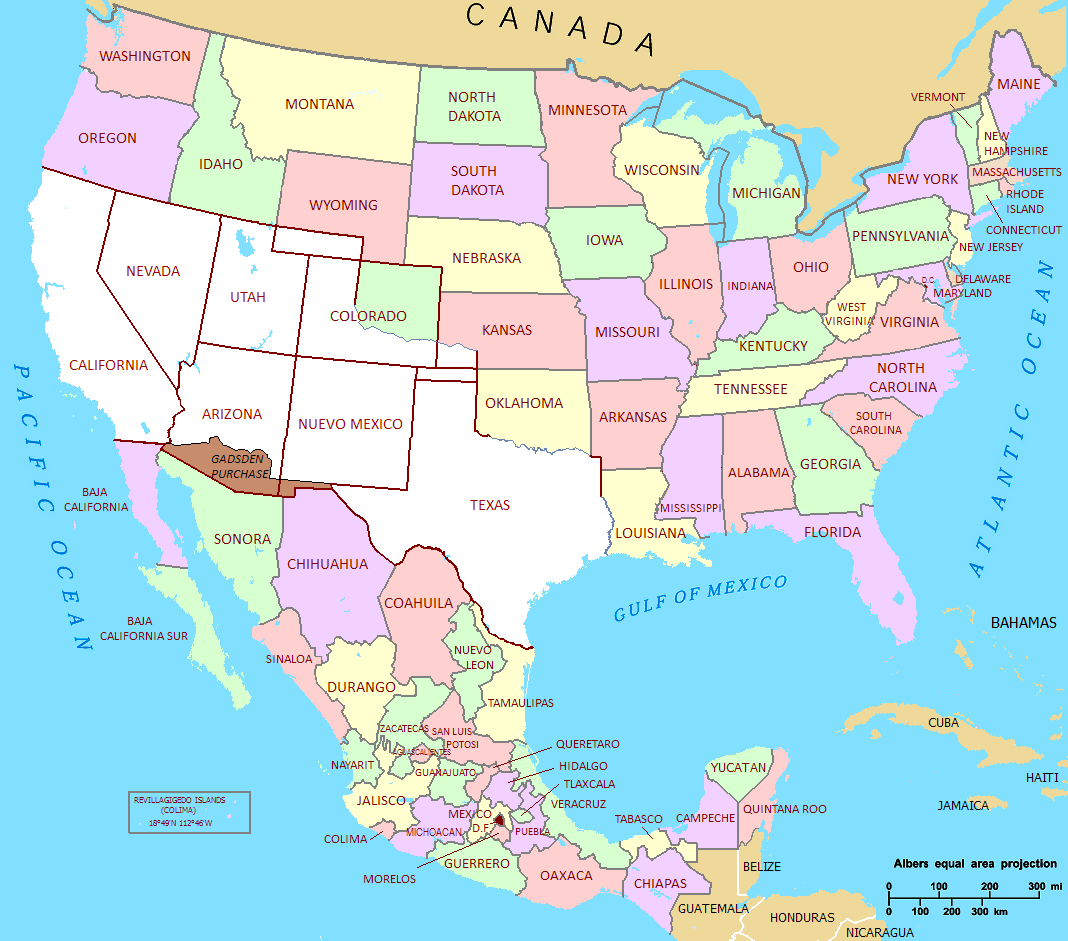
Cesión Mexicana.

Las incursiones comanches en México no cesaron con el final de Intervención estadounidense en México en 1848, pero los comanches se enfrentaron a una nueva situación después de que Texas se unió a Estados Unidos y la firma del Tratado de Guadalupe Hidalgo que puso fin a la guerra y cedió los territorios de Alta California, Santa Fe de Nuevo México y el territorio en disputa entre México y Texas a Estados Unidos. En una de las cláusulas del tratado los Estados Unidos se comprometieron a patrullar la frontera para evitar las invasiones indígenas a México, pero tuvieron poco éxito en evitarlas e incluso el ritmo de los ataques aumentó en la década de 1850. En 1856, las autoridades de Durango declararon que las incursiones indígenas (en su mayoría de comanches y apaches) en su estado habían tomado más de 6000 vidas, 748 personas secuestradas, y obligó al abandono de 358 asentamientos en los últimos años.
El declive comanche comenzó en la década de 1850. Una grave sequía afectó gravemente a las ya afectadas manadas de bisontes (debido a la cacería). Para saciar su hambre, los comanches comenzaron a comer sus caballos. Después de la anexión de Texas, la población comenzó a crecer rápidamente —600 000 habitantes en 1860— e invadieron las tierras comanches. El ejército de los EE. UU. estableció cinco guarniciones de frontera en el territorio de la Comanchería. A finales de la década de 1850 la población de comanches se había reducido en aproximadamente la mitad de lo que había sido antes de 1849. Durante la guerra civil estadounidense los comanches recuperaron parte de su territorio, pero finalmente un reducido grupo de unos 1500 comanches junto a sus socios kiowas, se rindieron ante el ejército de los EE. UU. en 1875.